# Центристская демократическая партия (Руанда)
Центри́стская демократи́ческая партия (фр. Parti Démocrate Centriste) — политическая проправительственная партия в Руанде.

## История
Партия была основана как Христианско-демократическая партия (фр. Parti Démocratique Chrêtien) в 1991 году. Она вошла в правительство в декабре 1991 года и получила единственную министерскую должность. В преддверии президентских выборов августа 2003 года партия была запрещена в результате конституционного запрета на религиозные партии. Партия была преобразована в Центристскую демократическую партию как раз вовремя, чтобы участвовать в парламентских выборах сентября 2003 года, на которых она объединилась с правящим Патриотическим фронтом Руанды, получив три места. В 2009 году Агнес Мукабаранга была избрана лидером партии после того, как Мукезамфура ушел в отставку.
На выборах 2013 года партия снова была частью альянса под руководством РПФ, на котором она сохранила свое единственное место.